# Xenosternus lesnei
Xenosternus lesnei är en skalbaggsart som först beskrevs av Desbordes 1916.  Xenosternus lesnei ingår i släktet Xenosternus och familjen stumpbaggar. Inga underarter finns listade i Catalogue of Life.